# Marcus Krüger
Marcus Krüger, född 27 maj 1990 i Stockholm, är en svensk professionell ishockeyspelare.
Han har tidigare spelat i Carolina Hurricanes och Chicago Blackhawks i NHL, för Charlotte Checkers och Rockford IceHogs i AHL och för Djurgårdens IF i SHL. Han tillhörde också Vegas Golden Knights i två dagar, mellan 2 juli och 4 juli 2017, och Arizona Coyotes mellan 3 maj och 12 juli 2018, utan att spela för någon av klubbarna.
Krüger draftades som 149:e spelare 2009 av Chicago Blackhawks och blev tvåfaldig Stanley Cup-mästare med klubben, 2013 och 2015, och är en av de svenskar som har vunnit Stanley Cup.

## Klubblagskarriär
Säsongen 2008/09 representerade Krüger Djurgården Hockey i Elitserien. Vid slutet av år 2009 hade han spelat 30 elitseriematcher med 27 noterade poäng, vilket innebar en topplats i Elitseriens juniorpoängliga. Han var uttagen till det svenska juniorlandslaget under Juniorvärldsmästerskapet i ishockey 2010 som spelades julen 2009 och efterföljande nyårshelg.

### NHL

#### Chicago Blackhawks (I)
Säsongen 2010/2011 skrev Krüger på ett kontrakt med Chicago Blackhawks men istället för att spela i klubbens farmarlag lånades han ut till Djurgården. På 52 matcher spelade han ihop sex mål och 35 poäng, ett personbästa. Efter att Djurgården förlorat kvartsfinalen mot Luleå HF fick han chansen att spela i NHL. Eftersom han var utlånad kunde Blackhawks plocka över honom direkt. Marcus Krüger gjorde sin NHL-debut den 23 mars 2011 mot Florida Panthers. Efter det fick han spela totalt sju matcher på den kvarvarande säsongen. Han fick också spela ett par av matcherna i den första slutspelsrundan mot Vancouver Canucks. I den slutspelsserien skulle han också noteras för sin första poäng i NHL.
Efter att Blackhawks blivit utslagna av Canucks i slutspelet 2011 valde Krüger att representera Sverige i Världsmästerskapet i ishockey för herrar 2011. Han spelade nio matcher och gjorde två mål och en assist. Krüger bildade kedja tillsammans med Jakob Silfverberg och Mattias Tedenby. Sverige förlorade VM-finalen mot Finland och Krüger var med och tog ett silver med det svenska laget.
Under säsongen 2012/2013 vann Krüger Stanley Cup med Chicago Blackhawks och gjorde 13 poäng på 47 matcher. I juli 2013 skrev han på ett tvåårskontrakt med klubben.

#### Vegas Golden Knights och Carolina Hurricanes
2 juli 2017 blev han trejdad till Vegas Golden Knights i utbyte mot framtida överväganden, dvs. draftval eller spelare som bestäms senare. Bara två dagar senare trejdade Vegas honom till Carolina Hurricanes mot ett draftval i femte rundan 2018.

#### Arizona Coyotes
Den 3 maj 2018 blev han tradad från Carolina till Arizona Coyotes tillsammans med ett draftval i tredje rundan 2018, i utbyte mot Jordan Martinook och ett draftval i fjärde rundan 2018. Han återförenades därmed med Niklas Hjalmarsson, som han spelade med i Chicago Blackhawks.

#### Chicago Blackhawks (II)
Drygt två månader senare, den 12 juli, tradades han tillbaka till Chicago Blackhawks tillsammans med MacKenzie Entwistle, Jordan Maletta, Andrew Campbell och ett draftval i femte rundan 2019, i utbyte mot Marian Hossa, Vinnie Hinostroza, Jordan Oesterle och ett draftval i tredje rundan 2019.

## Klubbar
- Chicago Blackhawks (2018–)
- Arizona Coyotes (2018)
- Carolina Hurricanes (2017–2018)
- Vegas Golden Knights (2017)
- Chicago Blackhawks (2011–2017)
- Djurgården Hockey (2006–2011)
- Hammarby IF (2003–2006)
- Huddinge IK (moderklubb)

## Meriter
- JVM i ishockey Kanada 2010 – JVM-brons
- VM i ishockey Slovakien 2011 – VM-silver
- Stanley Cup 2013 – mästare
- Stanley Cup 2015 – mästare
- VM i ishockey Tyskland-Frankrike 2017 – VM-guld

### Fotnoter
1. ↑  ”Marcus Krüger - Elite Prospects” (på engelska). www.eliteprospects.com. https://www.eliteprospects.com/player/8311/marcus-kruger. Läst 4 maj 2018.
2. ↑  ”Marcus Krüger förlänger med mästarna”. SVT.se. 13 juli 2013. http://www.svt.se/sport/ishockey/marcus-kruger-forlanger-med-mastarna. Läst 13 juli 2013.
3. ↑  ”Golden Knights acquire centre Kruger - Article - TSN”. TSN. 2 juli 2017. http://www.tsn.ca/golden-knights-acquire-centre-kruger-1.794964. Läst 3 juli 2017.
4. ↑  ”Hurricanes acquire Kruger from Vegas - Article - TSN”. TSN. 4 juli 2017. http://www.tsn.ca/hurricanes-acquire-kruger-from-vegas-1.796092. Läst 4 juli 2017.
5. ↑  ”Kruger traded to Coyotes by Hurricanes for Martinook” (på amerikansk engelska). NHL.com. https://www.nhl.com/news/arizona-trades-marcus-kruger-to-carolina-for-jordan-martinook/c-298431282. Läst 4 maj 2018.
6. ↑  ”Coyotes acquire Kruger in deal with Hurricanes for Martinook - Article - TSN”. TSN. 3 maj 2018. https://www.tsn.ca/coyotes-acquire-kruger-in-deal-with-hurricanes-for-martinook-1.1075584. Läst 4 maj 2018.
7. ↑  ”RELEASE: Blackhawks and Coyotes complete trade” (på amerikansk engelska). NHL.com. https://www.nhl.com/blackhawks/news/release-blackhawks-and-coyotes-complete-trade/c-299475688. Läst 4 augusti 2018.